# Lemah Abang (Tanjung)
Lemah Abang is een bestuurslaag in het regentschap Brebes van de provincie Midden-Java, Indonesië. Lemah Abang telt 4607 inwoners (volkstelling 2010).